# Starczów

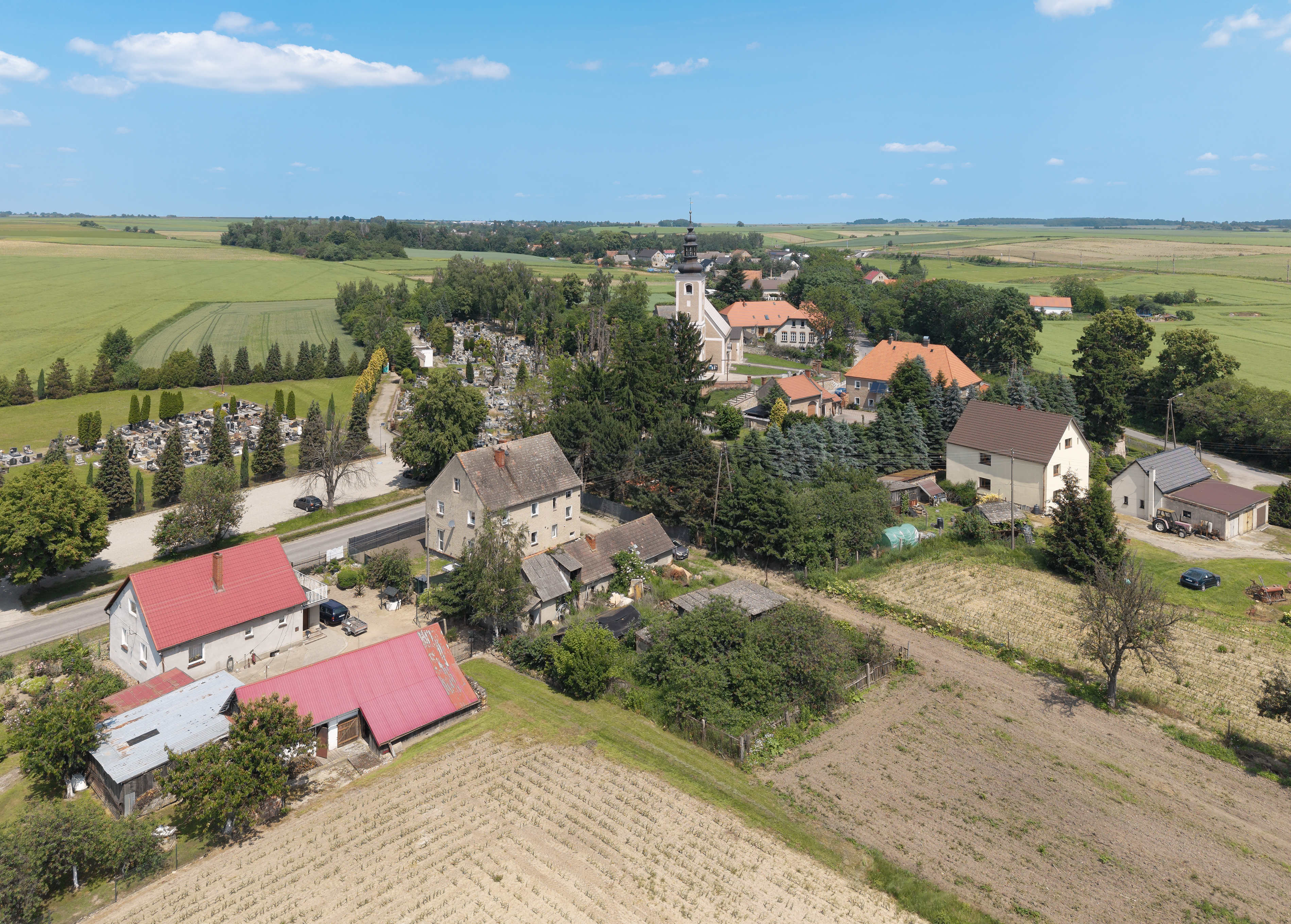
Starczów

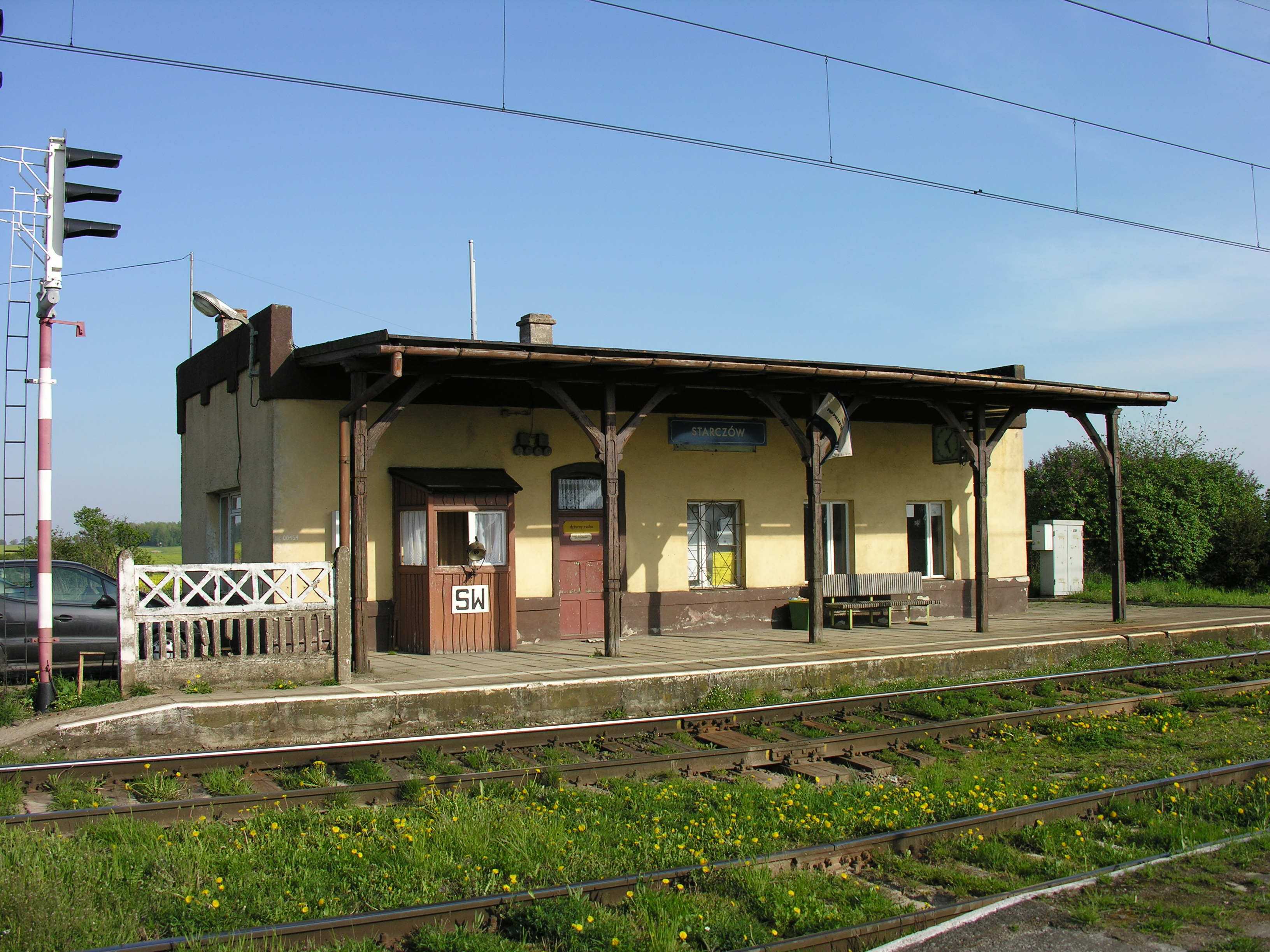
Bahnhof von Starczów

Starczów (deutsch Alt Altmannsdorf) ist ein Ort in der Stadt- und Landgemeinde Kamieniec Ząbkowicki im Powiat Ząbkowicki der Woiwodschaft Niederschlesien in Polen.

## Geographie
Starczów liegt 15 Kilometer südwestlich von Ziębice. Nachbarorte sind Niedźwiednik (Bärwalde) im Norden, Służejów (Schlause) im Nordosten, Niedźwiedż (Bärdorf) im Südosten, Doboszowice (Hertwigswalde) im Süden, Byczeń (Baitzen) und Kamieniec Ząbkowicki (Kamenz) im Südwesten sowie Strąkowa (Kunzendorf) und Stolec im Nordosten.

## Geschichte
Alt Altmannsdorf, das in älteren Zeiten als Adelsmannsdorf und mundartlich als Alzendorf bezeichnet wurde, entstand wie die umliegenden Dörfer vermutlich im 12. oder 13. Jahrhundert. Es wurde erstmals 1291 urkundlich erwähnt und gehörte damals zum Herzogtum Schweidnitz. 1321 gelangte es an das neu begründete Herzogtum Münsterberg, dessen Herzog Bolko II. erst 1336 sein Gebiet als ein Lehen an die Krone Böhmen übertrug, die ab 1526 die Habsburger innehatten.
Im Jahre 1416 verkauften die Herzöge Johann I. und Heinrich II. von Münsterberg die Herrschaft Neuhaus, zu der u. a. auch Alt Altmannsdorf gehörte, an den Breslauer Bischof Wenzel von Liegnitz. Dadurch gelangte es an das Fürstentum Neisse, in dem die Breslauer Bischöfe seit 1290 neben der geistlichen auch die weltliche Macht ausübten. In der zweiten Hälfte des 16. Jahrhunderts wurde Alt Altmannsdorf vom Kamenzer Abt Anton von Wallenburg († 1596) erworben. Im Dreißigjährigen Krieg wurde Alt Altmannsdorf wie die umliegenden Dörfer 1638 verwüstet.
Nach dem Ersten Schlesischen Krieg 1742 fiel Alt Altmannsdorf wie fast ganz Schlesien an Preußen. Nach der Aufhebung des Klosters Kamenz durch die Säkularisation 1810 gelangte Alt Altmannsdorf wie das übrige Stiftsgut 1812 an Prinzessin Friederike Louise Wilhelmine, eine Tochter des preußischen Königs Friedrich Wilhelm II. und spätere Königin der Niederlande.
Nach der Neugliederung Preußens gehörte Alt Altmannsdorf seit 1815 zur Provinz Schlesien und war ab 1818 dem Landkreis Frankenstein eingegliedert, mit dem es bis 1945 verbunden blieb. 1874 wurde der Amtsbezirk Alt Altmannsdorf gebildet, zu dem die Landgemeinden Alt Altmannsdorf, Baitzen und Gallenau sowie der Gutsbezirk Alt Altmannsdorf gehörten. 1939 wurden in Altmannsdorf 788 Einwohner gezählt.
Als Folge des Zweiten Weltkriegs fiel Alt Altmannsdorf mit dem größten Teil Schlesiens 1945 an Polen und wurde in Starczów umbenannt. Die deutsche Bevölkerung wurde, soweit sie nicht vorher geflohen war, 1945/46 vertrieben. Die neu angesiedelten Bewohner waren teilweise Zwangsumgesiedelte aus Ostpolen, das an die Sowjetunion gefallen war. Von 1975 bis 1998 gehörte Starczów zur Woiwodschaft Wałbrzych (deutsch Waldenburg).
Kirchlich gehört Starczów seit 2004 zum neu gegründeten Bistum Świdnica (deutsch Schweidnitz).

## Sehenswürdigkeiten
- Die bereits Mitte des 14. Jahrhunderts erwähnte Kirche des hl. Johannes des Täufers wurde 1778 neu errichtet.